# Rio Cărbunari (Saciova)
O Rio Cărbunari é um rio da Romênia, afluente do Saciova, localizado no distrito de Covasna.